# Øksnes
Øksnes és un municipi situat al comtat de Nordland, Noruega. Té 4,541 habitants (2018) i la seva superfície és de 319.12 km². El centre administratiu del municipi és la població de Myre. Les altres poblacions del municipi són Alsvåg, Barkestad, Breidstrand, Nyksund, Strengelvåg, i Stø.
El municipi d'Øksnes abasta la part nord-oest de l'illa de Langøya, a l'arxipèlag de Vesterålen. També inclou molts illots del voltant, incloses les illes d'Anden, Dyrøya, Nærøya, Skogsøya i Tindsøya. El Gavlfjorden es troba a la part nord-est del límit amb el municipi d'Andøy a l'altre costat. La part sud-est d'Øksnes limita amb el municipi de Sortland i amb la part sud-oest del municipi de Bø (tots dos situats a l'illa de Langøya). La resta del municipi limita amb la mar de Noruega.
El municipi és força accidentat, tret de l'àrea situada a l'est de Myre, molt plana i pantanosa. El llac Alsvågvatnet es troba prop d'aquesta zona plana, a l'est del poble d'Alsvåg. Aquesta zona plana es troba just al nord de la gran muntanya de Snøkolla. El Far d'Anda es troba a l'illot d'Anden.